# ألبرتو غونزاليز غونزاليتو
ألبرتو غونزاليز غونزاليتو (بالإسبانية: Alberto González Gonzalito)‏ هو لاعب كرة قدم باراغواياني. يلعب في مركز الدفاع. سبق له أن لعب في كأس العالم لكرة القدم مع منتخب بلاده.

## المسيرة الاحترافية

### أندية لعب لها
- أوليمبيا أسونسيون

## روابط خارجية
- ألبرتو غونزاليز غونزاليتو على موقع الاتحاد الدولي (مؤرشف)  (الإنجليزية)
- ألبرتو غونزاليز غونزاليتو على موقع ناشيونال فوتبول تيمز (الإنجليزية)
- ألبرتو غونزاليز غونزاليتو على موقع Soccerway.com (الإنجليزية)
- ألبرتو غونزاليز غونزاليتو على موقع عالم كرة القدم.نت (الإنجليزية)